# Nematoplus collaris
Nematoplus collaris is een keversoort uit de familie Stenotrachelidae. De wetenschappelijke naam van de soort is voor het eerst geldig gepubliceerd in 1855 door LeConte.